# Dendrobates truncatus
Dendrobates truncatus es una especie de anfibio anuro de la familia Dendrobatidae.

## Distribución geográfica
Esta especie es endémica de Colombia. Se encuentra en las cuencas del río Magdalena y el río Sinú entre los 530 y 800 m sobre el nivel del mar.

## Publicación original
- Cope, 1861 "1860": Descriptions of Reptiles from Tropical America and Asia. Proceedings of the Academy of Natural Sciences of Philadelphia, vol. 12, p. 368-374[4]